# عليق شجيري
الأوراق، العساليج أو العُليَّق الشجيري أو توت العُليَّق أو عَوسَج شائعٌ أو عُليق أو توت وحشي أو توت شوكي أو توت الأرض أو توت السِّياج أو مُصْع أو توت الزرَُوب (الاسم العلمي: Rubus fruticosus) نوع نباتي يتبع جنس التوت البري من الفصيلة الوردية. وهي نبتة ذات أشواك ومتسلقة حيث يصل ارتفاعها إلى 4 أمتار، تمتاز لون أزهارها باللون الأبيض القرنفلي وثمارها عبارة عن عنبات سود، حيث تتحول الزهرة البيضاء إلى ثمرة خضراء وثم إلى حمراء وبالنهاية إلى سوداء.

## وقت التزهير
تظهر الأزهار مع الثمار معًا في نهاية فصل الصيف.

## فوائد نبات العليق
لنبات العليق العديد من الفوائد ومنها:
التّخلص من الديدان المعوية
من فوائد نبات العليق هو التخلص من الديدان المعوية، وذلك بواسطة غلي جذور هذه النباتات مع لتر ماء، وتركها تغلي، لمدة 30 دقيقه، ثم تشرب يوميًّا بعد تحليله.
علاج الحمو
يعالج نبات العليق الحمو، ويستخدم عن طريق غلي ورق العليق مع لتر ماء، ويتم تركه حتى يصبح دافئا، ويستعمل ككمادات.
تعزيز صحة القلب
يقي نبات العليق من إمراض القلب من خلال منع تراكم صفائح الدم، وتقليل ضغط الدم.

## وصلات خارجية
- العليق. موقع الخيمة.